# مسجد قرية كلوب
هو مسجد قديم أثري من مساجد العراق التراثية، ويقع في قضاء حلبجة في ناحية خورمال على سفوح الجبال في محافظة السليمانية، وكلمة خورمال تعني باللغة العربية مخزن التمر، لأن ناحية خورمال تقع على طريق تجاري لتصدير التمر من العراق إلى قارة أوروبا وغيرها، ويعتبر المسجد من المساجد التاريخية، حيث ما زالت آثار المسجد القديم باقية، ثم جرى بناء مسجد حديث جواره، وما زالت جوانبه القديمة المبنية من الحجر مقوسة بشكل هندسي جميل وتتوسطه عين ماء دافئة تنبع من الجبال، ويستخدم ماؤها للغسل والوضوء، وتقام فيه الصلوات الخمس، ويبلغ طول الحرم 12 مترا بينما عرضه 8 أمتار، ويتوسطه المحراب وتعلوه منارتين ذاتا قطرين أسطواني صغير ومبنية بطراز حديث وتعلوه قبة بيضوية الشكل.